# Neea amaruayensis
Neea amaruayensis är en underblomsväxtart som beskrevs av Julian Alfred Steyermark. Neea amaruayensis ingår i släktet Neea och familjen underblomsväxter. Inga underarter finns listade i Catalogue of Life.